# Takanami-Klasse
Die Takanami-Klasse (japanisch たかなみ型護衛艦 Takanami-gata goeikan) ist eine Klasse von fünf U-Jagdzerstörern der japanischen Maritimen Selbstverteidigungsstreitkräfte (JMSDF).

## Geschichte
Seit 1993 wurden für die JMSDF die Zerstörer der Murasame-Klasse gebaut. Hierbei handelte es sich um Mehrzweckzerstörer (japanisch 汎用護衛艦 Hanyou goeikan), deren Aufgabe in der Sicherung der größeren Einheiten (Tachikaze-, Kongō-, Shirane- und Hatakaze-Klasse) der japanischen Marine gegen U-Bootangriffe bestand.
Doch war die Flotte mit diesen Schiffen nicht ganz zufrieden. Sodass der Entwurf der Murasame-Klasse entsprechend modifiziert wurde, und die letzten fünf Einheiten des ursprünglich 16 Einheiten umfassenden Bauprogramms nach diesem neuen Entwurf zwischen 2000 und 2006 gebaut wurden.

## Einheiten
| Kennung | Name                | Bauwerft      | Kiellegung         | Stapellauf         | Indienststellung | Heimathafen | Bemerkungen                             |
| ------- | ------------------- | ------------- | ------------------ | ------------------ | ---------------- | ----------- | --------------------------------------- |
| DD-110  | Takanami (たかなみ) | IHI, Uraga    | 25. April 2000     | 26. Juli 2001      | 13. März 2003    | Yokosuka    | 6. Geleitdivision (2. Geleitgeschwader) |
| DD-111  | Ōnami (おおなみ)    | MHI, Nagasaki | 17. Mai 2000       | 20. September 2001 | 13. März 2003    | Yokosuka    | 6. Geleitdivision (2. Geleitgeschwader) |
| DD-112  | Makinami (まきなみ) | IHI, Yokohama | 17. Juli 2001      | 8. August 2002     | 18. März 2004    | Ōminato     | 7. Geleitdivision (3. Geleitgeschwader) |
| DD-113  | Sazanami (さざなみ) | MHI, Nagasaki | 4. April 2002      | 29. August 2003    | 26. Februar 2005 | Kure        | 4. Geleitdivision (4. Geleitgeschwader) |
| DD-114  | Suzunami (すずなみ) | IHI, Yokohama | 24. September 2003 | 26. August 2004    | 16. Februar 2006 | Ōminato     | 7. Geleitdivision (3. Geleitgeschwader) |

## Technik

### Rumpf und Antrieb
Der Rumpf eines Zerstörers der Takanami-Klasse ist 151 Meter lang, 17,4 Meter breit und hat bei einer maximalen Verdrängung von 6.300 Tonnen einen Tiefgang von 5,3 Metern. Damit sind sie, was die Verdrängung angeht, mit den deutschen Fregatten der Sachsen-Klasse vergleichbar.
Der Antrieb erfolgt durch vier Gasturbinen (COGAG-Antrieb) – zwei Kawasaki-Rolls Royce Spey SM1C sowie zwei Ishikawajima Harima-General Electric LM-2500 – mit einer Gesamtleistung von 60.000 PS (44.130 kW). Die Leistung wird an zwei Wellen mit je einer Schraube abgegeben. Die Höchstgeschwindigkeit beträgt 30 Knoten (56 km/h).

### Bewaffnung
Neben denn vier separat aufgeführten Waffensystemen verfügen die Schiffe der Klasse über ein 127-mm-Geschütz in Kaliberlänge 54 von Oto Melara. Des Weiteren noch vier Mk 36 SRBOC-Täuschkörperwerfer zum Abfeuern von Düppel- und Infrarotraketen, ein geschlepptes AN/SLQ-25 Nixie-Torpedotäuschsystem, zwei körpergesteuerte 12,7-mm-Maschinengewehre (Browning M2) und eine Reihe von Handfeuerwaffen.

#### Senkrechtstartanlage
Als Senkrechtstartanlage wurde das Mark 41 (Mk. 41) eingerüstet. Das System befindet sich hinter dem 127-mm-Geschütz und vor der Brücke und besteht aus 4 × 8 (= 32 Zellen), welche in zwei Reihen back- und steuerbordseitig angeordnet sind. Die „Zellen“ bestehen praktisch nur aus einem Gestell mit Plenum am Ende und Deckel am Kopf. Zwischen den zwei Viererreihen einer Einheit befindet sich der Gaskanal, welcher ebenfalls zum Schutz vor Wasser abgedeckt ist. An dem Gestell, das mehr als zwei Decks benötigt, befinden sich drei Geräte: Auf dem obersten Deck ein „Launch Sequencer“ (LSEQ), der eine Verbindung zwischen Schiff und Flugkörper herstellt und den Systemstatus überwacht. Auf dem Deck darunter befindet sich das „Motor Control Panel“ (MCP), welches über Ethernet an das LSEQ angebunden ist. Das MCP steuert die Klappen und Ventile sowie das Entwässern des Plenums. Ein Deck tiefer befinden sich am unteren Ende des Mk. 41 die zwei „Programmable Power Supply“-Einheiten (PPS), welche das VLS mit Energie versorgen und über Ethernet vom LSEQ angesteuert werden.
Die Waffen werden in eckigen Kanistern angeliefert, die von oben in die Senkrechtstartanlage eingeführt und über 145-Pin-Standardstecker mit dem System verbunden werden. Die Kanister schützen den Flugkörper vor Umwelteinflüssen und ermöglichen es dem LSEQ, den Typ der Waffe zu erkennen. Die Startsequenz läuft wie folgt ab: Der Deckel der Zelle und des Gaskanals (Uptake) werden geöffnet und die Entwässerungsventile des Plenums geschlossen. Dann zündet der Raketenmotor, wodurch die Heckklappe des Kanisters durchstoßen wird. Der Flugkörper beschleunigt und durchstößt die Frontkappe des Kanisters. Anschließend werden die Klappen geschlossen und das Entwässerungsventil des Plenums wieder geöffnet.
Die Bestückung mit Flugkörpern verteilt sich auf sechzehn Zellen für Anti-U-Boot-Raketen vom Typ RUM-139 VL-ASROC und sechzehn Zellen für RIM-7 Sea Sparrow-Lenkwaffen, ab 2014 durch RIM-162 Evolved Sea Sparrow Missile (mit vier Lenkwaffen pro Zelle) ersetzt.

#### Seezielflugkörper
Als Seezielflugkörper sind zwei Starter für je vier Waffen eingerüstet. Die Typ 90 wird von einem Turbojet angetrieben und mit einem Booster gestartet. Der Flugkörper verfügt über einen Gefechtskopf mit 260 Kilogramm Hochexplosivsprengstoff. Die Navigation zum Ziel erfolgt mit einem inertialen Navigationssystem, während die Typ 90 über dem Wasser zum Ziel navigiert. Dabei kann ein Knick in die Flugbahn eingebaut werden, um das Zielgebiet aus einer bestimmten Richtung anzufliegen. Sobald sich die Rakete in einer vorbestimmten Distanz zum vermuteten Ziel befindet, schaltet sie ihr bordeigenes Radar ein, um das Ziel zu finden. Sobald das Ziel erfasst ist, nähert sich die Lenkwaffe diesem in einer Flughöhe von 5 bis 6 Metern bis zum Einschlag. Die Reichweite beträgt mindestens 150 km.

#### Nahbereichsverteidigungssystem
Zur Nächstbereichsverteidigung dienen zwei radargesteuerte Maschinenkanonensysteme Phalanx Mk.15. Dieses System besteht aus einem Geschützturm mit einer 20-mm-Maschinenkanone des Typ M61 Vulcan und einem separaten Feuerleitradar. Es ist daher nicht auf die Feuerleitung durch die Gefechtsleitzentrale des Trägerschiffes angewiesen und benötigt von diesem nur Energie. Das System kann gegen anfliegende Flugkörper, Luftfahrzeuge und Seeziele eingesetzt werden.

#### Torpedorohre
Die Torpedorohr-Drillinge vom Typ HOS-302 befinden sich mittschiffs auf Höhe des ersten Schornsteins, sowohl an Backbord als auch an Steuerbord. Die verwendeten Mark-46-Leichtgewichtstorpedos werden mit Druckluft ausgestoßen. Dies geschieht je nach Einstellung mit 10–126 bar. Die Rohre des Werfers bestehen aus GFK, die Masse einer Einheit beträgt etwa eine Tonne.

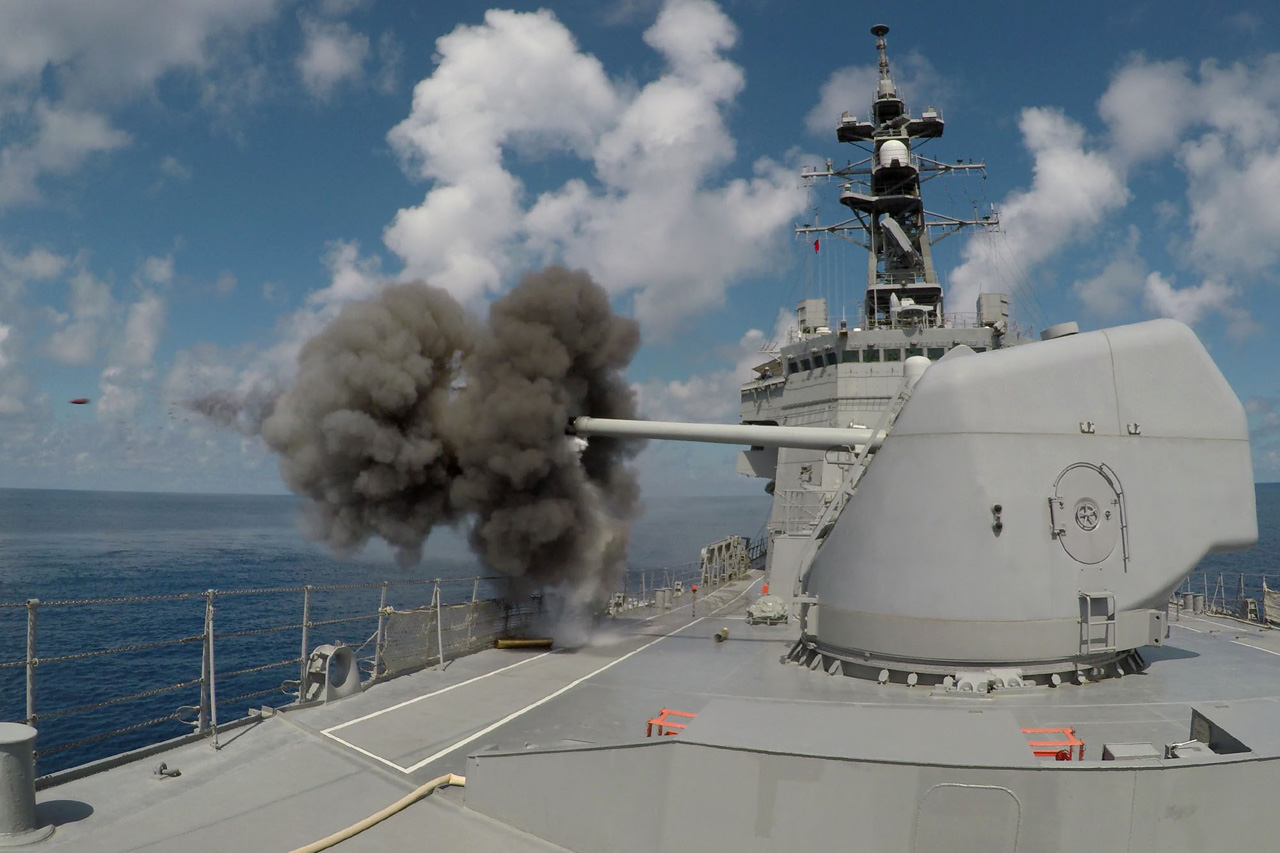
127-mm-Geschütz
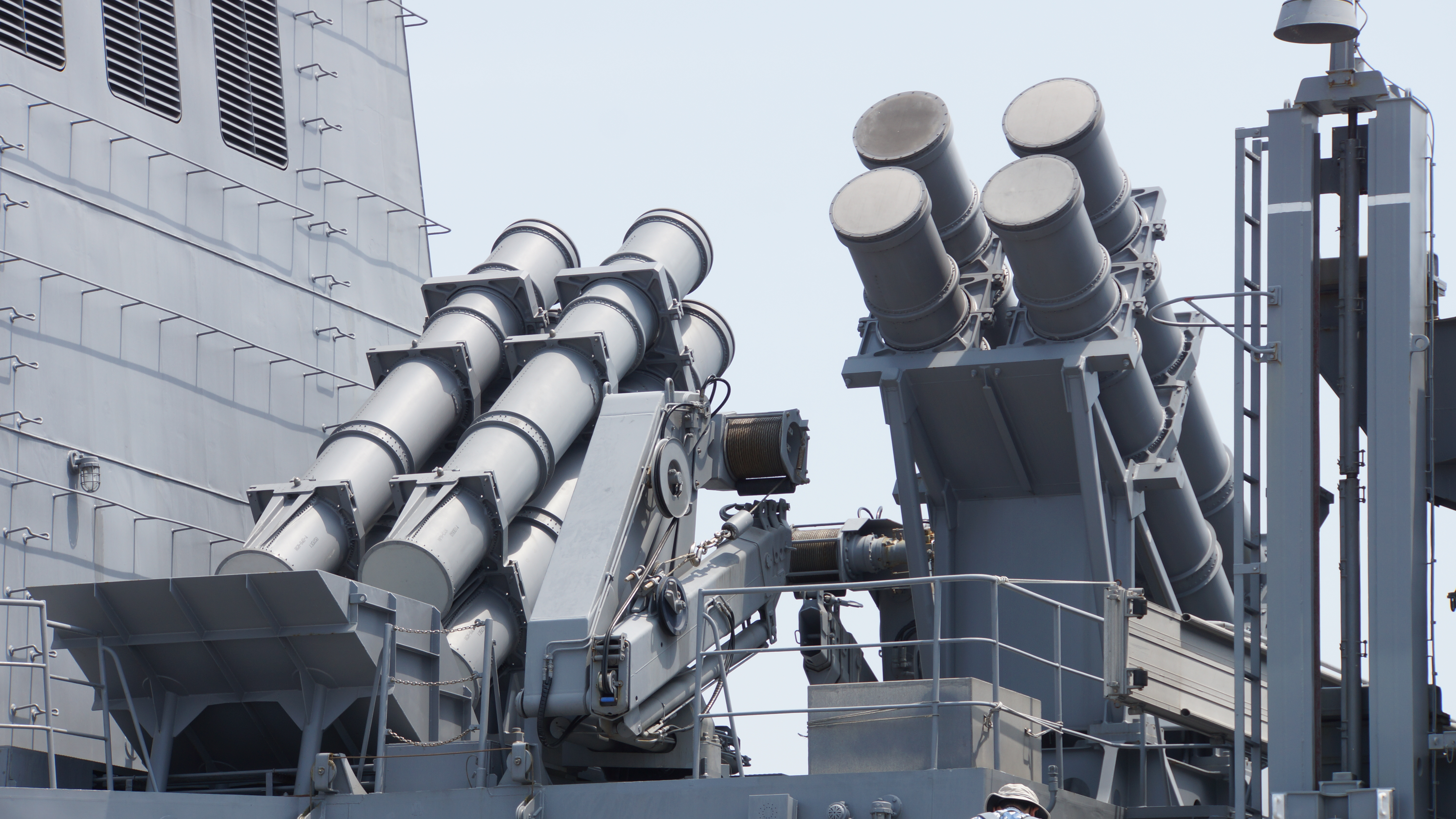
Starter der Typ 90 SSM
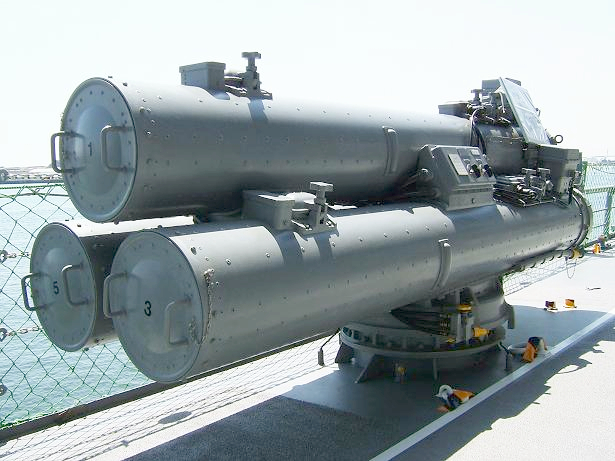
Torpedorohr-Drillinge vom Typ HOS-302
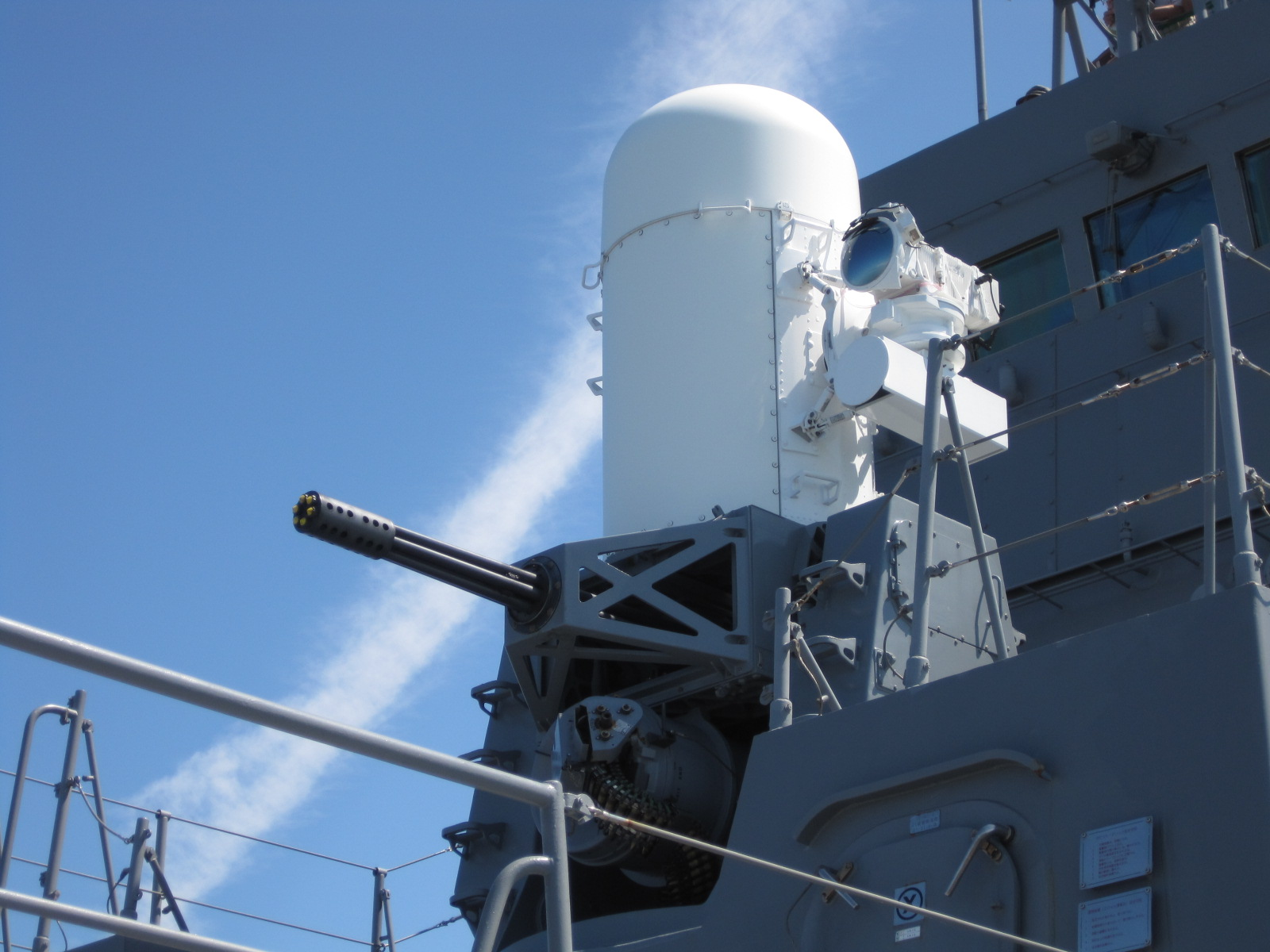
Phalanx-System

### Bordhubschrauber
Ebenso wie bei den Einheiten der Vorgängerklasse dient ein Bordhubschrauber der Bekämpfung von U-Booten und für Verbindungsaufgaben. Es kann ein Hubschrauber vom Typ Mitsubishi SH-60J bzw. SH-60K mitgeführt werden. Die Bordhubschrauber werden mit Hilfe einer Verfahranlage automatisch vom Helipad in den Hangar und umgekehrt verfahren.

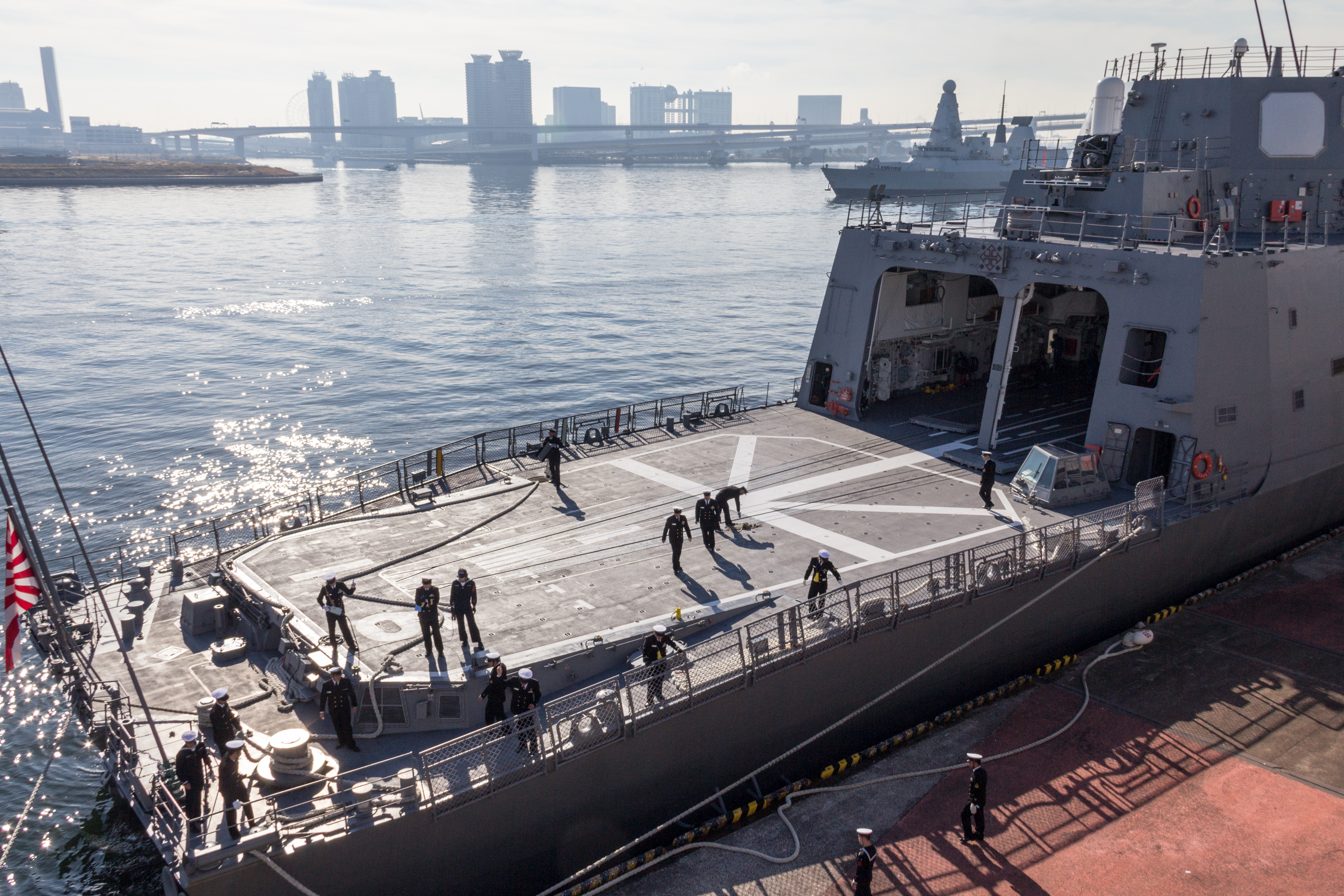
Ähnliches Flugdeck eines Zerstörers der Akizuki-Klasse
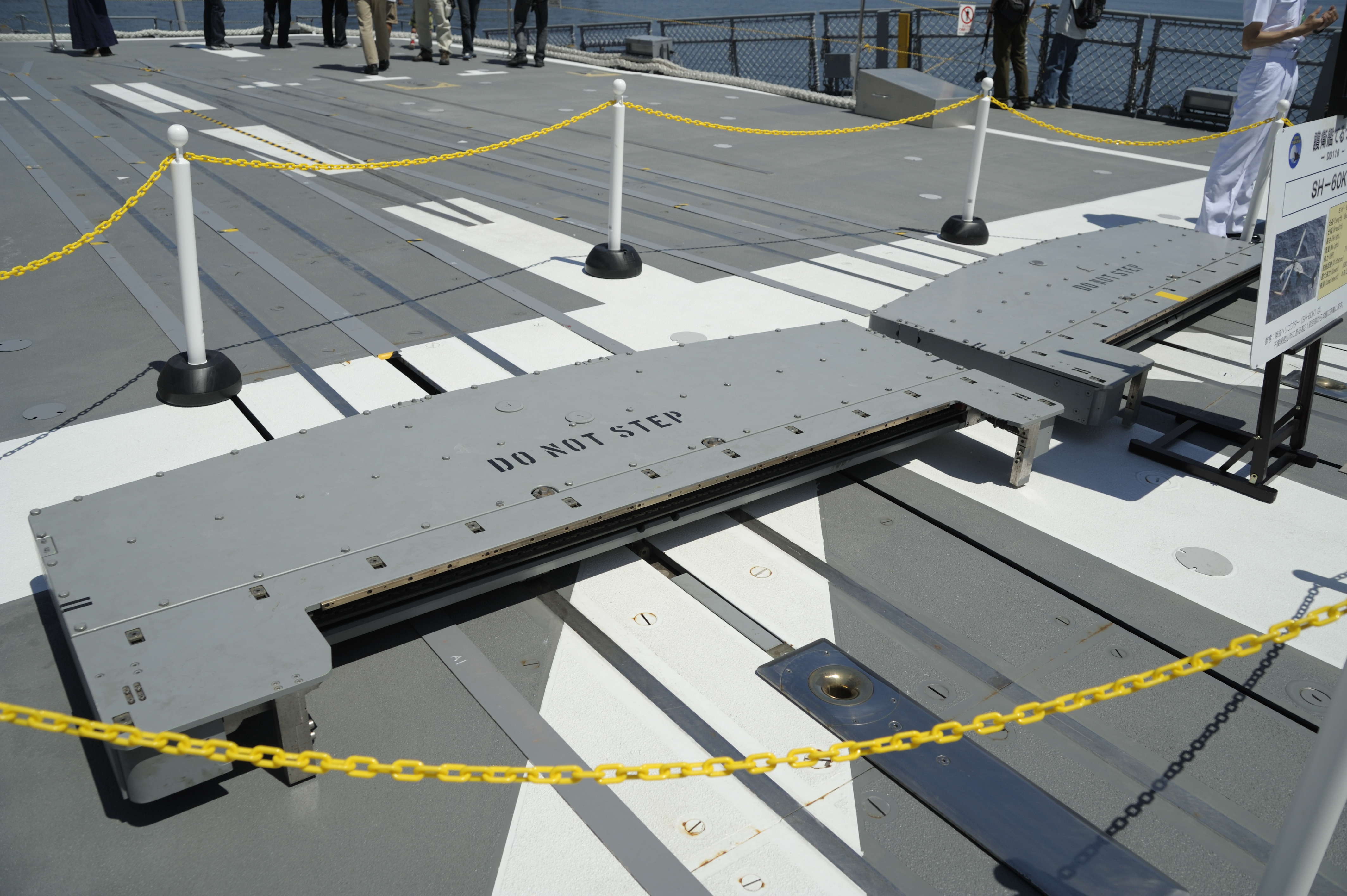
Verfahranlage
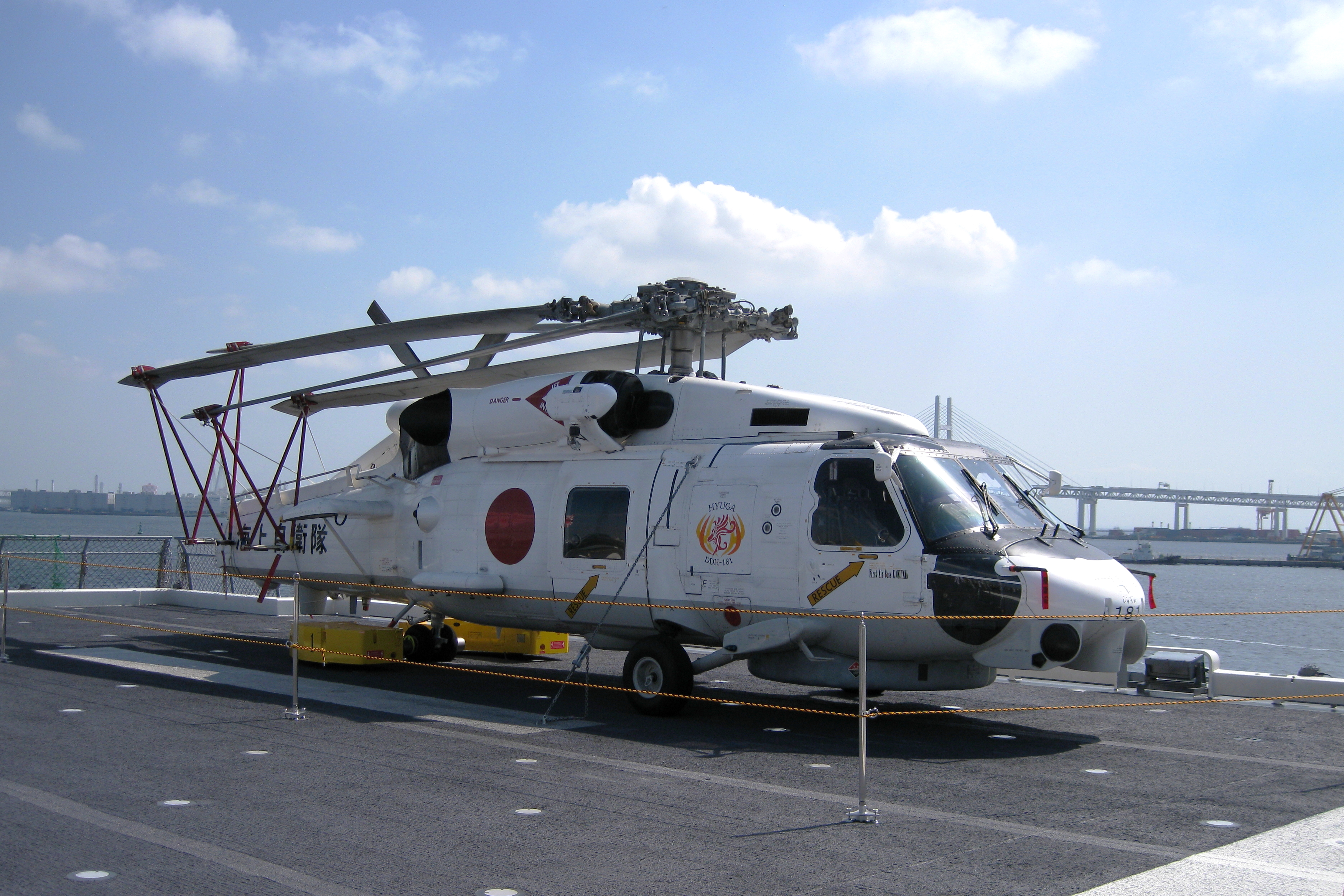
Mitsubishi SH-60J

## Besatzung
Die Besatzung hatte eine Stärke von 176 Offizieren, Unteroffizieren und Mannschaften.